# كيري ماير
كيري ماير (بالإنجليزية: Kerry Meier)‏ هو لاعب كرة قدم أمريكية أمريكي، ولد في 12 نوفمبر 1986 في بيتسبرغ في الولايات المتحدة.

## وصلات خارجية
- كيري ماير على موقع مرجع كرة القدم المحترفة.كوم (الإنجليزية)